# Hilde Bussmann
Hildegard (Hilde) Bussmann (* 24. November 1914 in Düsseldorf; † 10. Januar 1988) war eine deutsche Tischtennisspielerin.

## Leben
Bussman wurde von 1934 bis 1951 34 mal für Länderspiele nominiert. Sie gewann bei der Weltmeisterschaft 1939 zwei Goldmedaillen. Zwischen 1936 und 1951 wurde sie sieben Mal deutsche Meisterin im Einzel. Zwischen 1939 und 1945 verpasste sie weitere Titelgewinne, als Österreich an den Deutschen Meisterschaften teilnahm und Trude Pritzi übermächtig erschien. Ab 1947 stand Hilde Bussmann bis 1951 wieder regelmäßig auf dem Siegertreppchen. Der Rekord wurde 2005 von Nicole Struse übertroffen, als diese zum achten Mal die deutsche Meisterschaft gewann. Von 1947 bis 1951 wurde sie in der deutschen Rangliste auf dem ersten Platz geführt.
Hilde Bussmann spielte vor dem Zweiten Weltkrieg bei den Vereinen 1. PPC Blau-Weiß Oberkassel und Mercedes Club Duisburg. Anschließend war sie bis 1951 für den Verein SSV Oberkassel aktiv. Nach einem kurzen Zwischenspiel bei Borussia Düsseldorf wechselte sie 1952 zu Eintracht Frankfurt, mit deren Mannschaft sie dreimal deutscher Meister wurde. Der Wechsel zu Frankfurt und insbesondere die Teilnahme für die Eintracht in der Endrunde der Deutschen Mannschaftsmeisterschaft waren umstritten. Ein Schiedsgericht stellte letztlich die Spielberechtigung fest, was zum Protest-Rückzug der Teams Union Wuppertal und Schalke 04 führte.
1957 verlieh ihr der Bundespräsident für ihre herausragenden sportlichen Leistungen das Silberne Lorbeerblatt.
Hilde Bussmann lebte in Düsseldorf. Zusammen mit ihrer Freundin Karin Lindberg betrieb sie dort von 1946 bis zum Februar 1984 eine Lotto- und Toto-Annahmestelle.

## Erfolge
- Weltmeisterschaften
  - 1934 in Paris: 3. Platz Doppel mit Magda Gál (HUN),
  - 1935 in London: 3. Platz Doppel mit L. Booker (ENG), 3. Platz mit Team
  - 1936 in Prag: Viertelfinale im Doppel, 2. Platz mit Team
  - 1937 in Baden: 2. Platz mit Team
  - 1939 in Kairo: 1. Platz Doppel mit Trude Pritzi, 3. Platz Mixed mit Marcel Geargoura (EGY), 1. Platz mit „großdeutschem“ Team
  - 1951 in Wien: Viertelfinale im Doppel (mit Berti Capellmann), Mitglied des deutschen Teams (9. Platz)

- Nationale deutsche Meisterschaften
  - 1934 in Braunschweig – 2. Platz Einzel
  - 1935 in Stettin – 3. Platz Einzel
  - 1936 in Gelsenkirchen – 1. Platz Einzel
  - 1937 in Berlin – 1. Platz Einzel
  - 1939 in Frankfurt/Main – 2. Platz Einzel
  - 1940 in Dresden – 2. Platz Einzel, 2. Platz Doppel mit Anita Felguth, 3. Platz Mixed mit Heinz Benthien
  - 1947 in Heppenheim – 1. Platz Einzel, 1. Platz Doppel mit Karin Lindberg, 2. Platz Mixed mit Heinz Vossen
  - 1948 in Göttingen – 1. Platz Einzel, 3. Platz Mixed mit Heinz Vossen
  - 1949 in Lübeck – 1. Platz Einzel, 3. Platz Doppel mit Karin Lindberg
  - 1950 in Rheydt – 1. Platz Einzel, 2. Platz Doppel mit Berti Capellmann, 2. Platz Mixed mit Helmuth Hoffmann
  - 1951 in Berlin/West – 1. Platz Einzel, 1. Platz Doppel mit Berti Capellmann, 2. Platz Mixed mit Helmuth Hoffmann
  - 1954 in Berlin-Ost – 3. Platz Doppel (mit Ilse Donath)

- Internationale deutsche Meisterschaften
  - 1936 in Zoppot – 2. Platz Einzel, 1. Platz Doppel mit Astrid Krebsbach, 1. Platz Mixed mit Stanislav Kolář (TCH)
  - 1937 in Berlin – 3. Platz Einzel, 1. Platz Doppel mit Astrid Hobohm
  - 1938 in Krefeld – 3. Platz Einzel, 2. Platz Doppel mit Karin Lindberg
  - 1939 in Brandenburg – 2. Platz Einzel, 1. Platz Doppel mit Trude Pritzi

- Sonstige internationale Meisterschaften
  - 1938 TCH – 1. Platz Doppel mit Marie Kettnerová (TCH)

- Deutsche Mannschaftsmeisterschaften
  - 1952 – 1. Platz mit Eintracht Frankfurt
  - 1953 – 1. Platz mit Eintracht Frankfurt
  - 1954 – 2. Platz mit Eintracht Frankfurt
  - 1955 – 2. Platz mit Eintracht Frankfurt
  - 1956 – 1. Platz mit Eintracht Frankfurt

- Deutschlandpokal
  - 1951 – 1. Platz mit WTTV
  - 1952 – 1. Platz mit WTTV

- Westdeutsche Meisterschaften
  - 1951 in Neuhaus – 2. Platz Doppel (unter Borussia Düsseldorf) mit Berti Capellmann

## Turnierergebnisse
| Verband | Veranstaltung     | Jahr | Ort     | Land | Einzel     | Doppel        | Mixed        | Team |
| ------- | ----------------- | ---- | ------- | ---- | ---------- | ------------- | ------------ | ---- |
| GER     | Weltmeisterschaft | 1951 | Wien    | AUT  | letzte 64  | Viertelfinale | Scratched    | 9    |
| GER     | Weltmeisterschaft | 1939 | Kairo   | EGY  | letzte 16  | Gold          | Halbfinale   | 1    |
| GER     | Weltmeisterschaft | 1937 | Baden   | AUT  | Halbfinale | letzte 16     | keine Teiln. | 2    |
| GER     | Weltmeisterschaft | 1936 | Prag    | TCH  | letzte 32  | Viertelfinale | keine Teiln. | 2    |
| GER     | Weltmeisterschaft | 1935 | Wembley | ENG  | letzte 16  | Halbfinale    | Scratched    | 3    |
| GER     | Weltmeisterschaft | 1934 | Paris   | FRA  | letzte 32  | Halbfinale    | letzte 16    |      |